# Saint-Privat-du-Fau
Saint-Privat-du-Fau – miejscowość i gmina we Francji, w regionie Oksytania, w departamencie Lozère.
Według danych na rok 1990 gminę zamieszkiwało 120 osób, a gęstość zaludnienia wynosiła 5 osób/km² (wśród 1545 gmin Langwedocji-Roussillon Saint-Privat-du-Fau plasuje się na 782. miejscu pod względem liczby ludności, natomiast pod względem powierzchni na miejscu 294.).

## Populacja

Populacja Saint-Privat-du-Fau w latach 1962–2008